# 1928 en Inde
Chronologie de l'Inde
- 1924
- 1925
- 1926
- 1927
- 1928
- 1929
- 1930
- 1931
- 1932

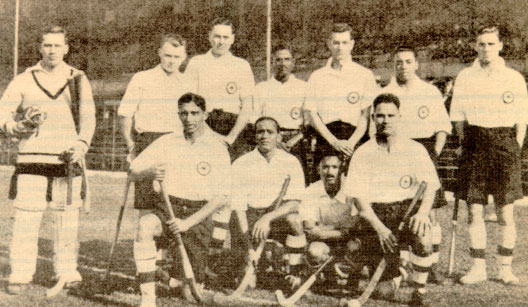
L'équipe de hockey sur gazon de l'Inde remporte le titre olympique aux Jeux olympiques d'été d'Amsterdam.

Cette page concerne les évènements survenus en 1928 en Inde  :

## Évènement
- Loi de 1928 sur l'héritage hindou (suppression des handicaps) (en)
- février : La commission Simon, arrive en Inde afin de déterminer le statut de l'Inde britannique.
- juin : Troubles de Bangalore (en)
- 28 juin : Début de la grève générale des chemins de fer de l'Inde du Sud (en) (fin le 2 août).
- 28 août : Rapport Nehru (en)

## Cinéma
- Khoon-e-Nahak est la première adaptation indienne d'Hamlet à l'écran. Film muet, il est réalisé par Athavale d'après la version de Mehdi Hasan Ahsan de la pièce Hamlet, écrite à l'origine pour le théâtre Parsi.
- Madhuri réalisé par Rama Choudhary pour l'Imperial Film Company, et Anarkali, également appelé Loves of a Mughal Prince réalisé par Charu Roy et Prafulla Roy pour Great Eastern Corporation, sont des films à succès avec Sulochana (Ruby Myers) en vedette. Les deux films sont adaptés en version parlante par la suite, Madhuri en 1932 et Anarkali en 1935.

sortie de film
- Devdas
- Shiraz
- Vigathakumaran (en)

## Littérature
- Bhaskara Satakam, poésie télougou.
- Réédition de Dhruvopakhyanamu de Pothana (en).

## Sport
- 28 juillet-12 août : Participation de l'Inde aux Jeux olympiques d'été d'Amsterdam, avec deux équipes (hockey sur gazon et athlétisme). L'Inde remporte le titre au hockey sur gazon.

## Création
- Diocèse catholique de Bellary (en)
- Musée de Taxila (en)
- Port de Cochin

## Naissance
- Lal Chand (en), athlète (course).
- Viramachaneni Vimla Devi (en), député.
- Datta Gaekwad (en), joueur de cricket.
- Jaggayya (en), acteur.
- Dinesh Chandra Joarder (en), personnalité politique.
- M. G. K. Menon (en), physicien.
- Ashok Mitra (en), personnalité politique et économiste.
- Khan Mohammad (en), joueur de cricket.
- Bano Qudsia, romancière et dramaturge.
- M. V. Rajasekharan (en), personnalité politique.
- Girish Chandra Saxena (en), personnalité politique.
- J. V. Somayajulu (en), acteur.
- Vijay Tendulkar (en), scénariste.
- Motilal Vora (en), personnalité politique.
- Ram Naresh Yadav, personnalité politique.

## Décès
- Nanda Kishore Bal (en), poète.
- Lala Lajpat Rai, personnalité politique.